# Phare de Neenah

Le phare de Neenah (en anglais : Neenah Light), ou phare de Kimberly Point, est un phare du lac Winnebago situé dans le Kimberly Point Park à Neenah dans le comté de Winnebago, Wisconsin.
Ce phare est inscrit au Registre national des lieux historiques depuis le 5 février 2013 sous le n° 12001275 .

## Historique
La ville de Neenah a commencé en 1835 en tant que mission agricole et industrielle pour les Indiens Menominee. Le phare, qui marque l'entrée de la rivière Fox, a été nommé d'après le terme indien américain pour désigner l'eau. Après la guerre de Sécession, le transport ferroviaire a été un facteur important dans la croissance de l'économie locale de Neenah. Un résultat majeur de cela a été le développement de la société Kimberly-Clark en 1872. John Alfred Kimberly était l'un des quatre hommes qui ont lancé cette entreprise prospère. En 1929, Helen Kimberly Stuart (fille de J.A. Kimberly) a fait don d'un terrain à la ville de Neenah. Ce terrain, qui surplombait le confluent du lac Winnebago et de la rivière Fox, a été nommé Kimberly Point Park. En 1944, J.C. Kimberly (fils de J.. Kimberly) s'est rendu compte qu'il fallait un phare pour marquer l'entrée de la rivière. Il a fait don de 7.500 $ et a embauché la Flour Brothers Construction Company à proximité d'Oshkosh pour la construction d'un phare de 12 m en briques et en blocs de Haydite. Le phare a commencé à guider les plaisanciers dans le port de Neenah en 1945. Il a ensuite été élevé à 15 m en 1954.
Afin de protéger le caractère historique du site, la Commission des monuments de Neenah a ajouté le phare de Kimberly Point au registre municipal des lieux historiques en 2009. Trois ans plus tard, le phare a été ajouté au registre des lieux historiques de l'État du Wisconsin et, en 2013, il a été approuvé pour le Registre national des lieux historiques.

## Description
Le phare  est une tour octogonale en brique et pierre de 15 m de haut, avec galerie et lanterne. Le phare est peint en blanc et le toit de la lanterne est noire.
son feu isophase émet, à une hauteur focale de 15 m, un éclat blanc par période de 4.5 secondes. Sa portée n'est pas connue.
Identifiant : ARLHS : USA-1070  .

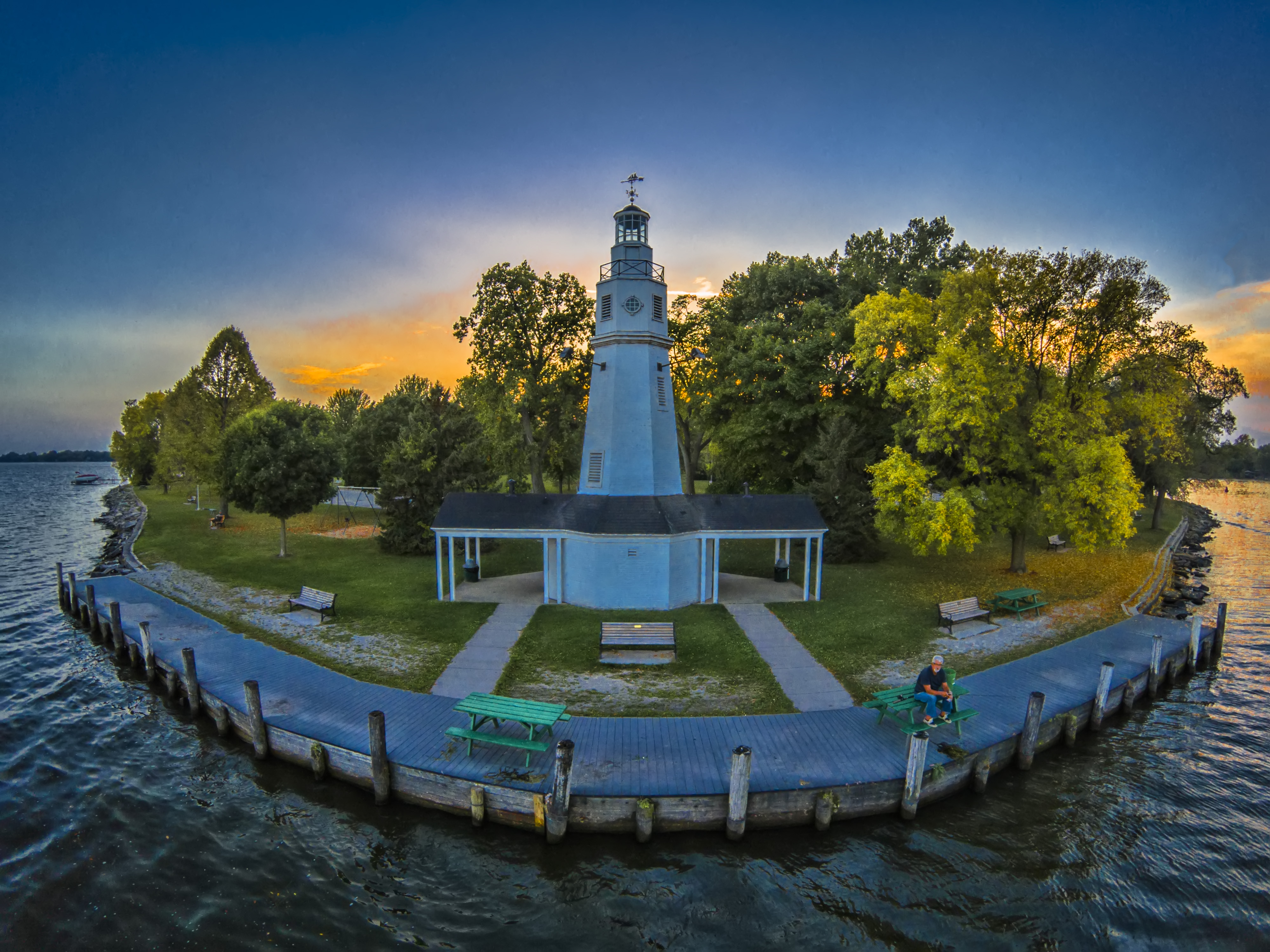
Le phare
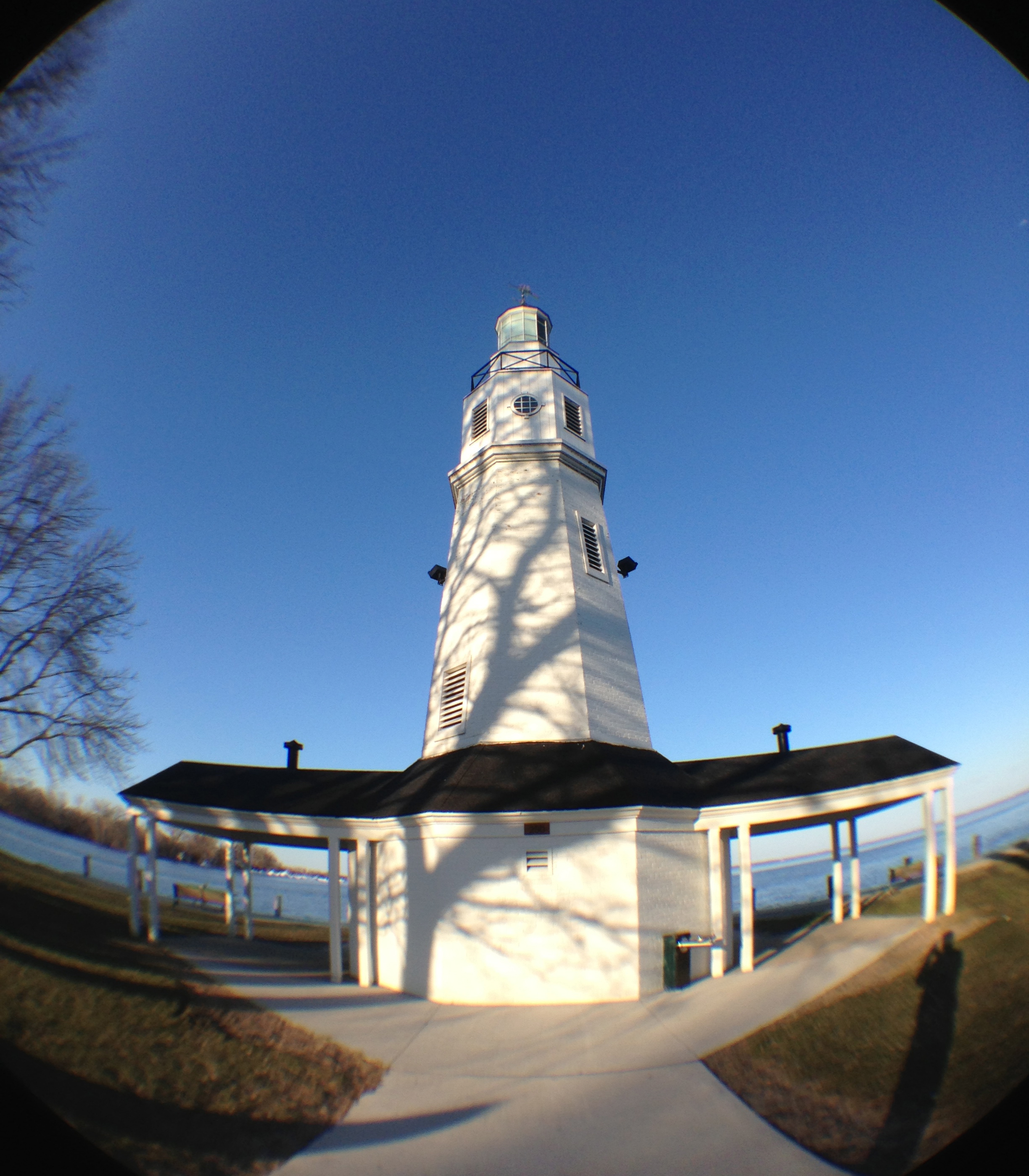
Le phare